# Erik Rosenkrantz (1612–1681)
Erik Rosenkrantz, född den 12 mars 1612, död den 13 oktober 1681, var en dansk adelsman, son till Holger Rosenkrantz, bror till Gunde och Jørgen Rosenkrantz, far till Iver Rosenkrantz.
Rosenkrantz, som blev geheimeråd 1675, fortsatte undervisningen på Rosenholm, men gjorde sig mest bekant genom sitt oförskräckta uppträdande mot Cromwell under en diplomatisk beskickning till England 1652.